# Stazione di San Faustino-Casigliano
La stazione di San Faustino-Casigliano è una fermata ferroviaria a servizio di alcune frazioni del territorio comunale di Acquasparta e di Massa Martana.
Dista circa 3 km dalla stazione di Massa Martana, situata in Vocabolo Stazione.
La fermata è prossima alla località Selvarelle (Acquasparta), ma riporta la denominazione delle frazioni San Faustino (Massa Martana) e Casigliano (Acquasparta), distanti rispettivamente 3 e 2 km dallo scalo.
La gestione degli impianti è affidata a Ferrovia Centrale Umbra (FCU s.r.l.).

## Strutture e impianti
La stazione ha un singolo marciapiede, la pensilina ed una bacheca con orari e informazioni per i viaggiatori.
Il piazzale è composto dal solo binario di piena linea.

## Movimento
Il traffico passeggeri è piuttosto scarso, perché la stazione si trova in una zona poco abitata.
Il servizio viaggiatori è espletato esclusivamente dalla società FCU s.r.l.. Si tratta di una fermata a richiesta; le destinazioni sono Terni, L'Aquila e Perugia Sant'Anna.
Dal 25 dicembre 2017 la fermata è stata chiusa.